# 嘉諾撒聖家書院
嘉諾撒聖家書院（英語：Holy Family Canossian College，縮寫：HFCC）是意大利嘉諾撒仁愛女修會（英語：Canossian Sisters）於1972年所創辦的一所天主教津貼女子中學，現為香港114間英文中學之一，位於香港九龍城區，校址為九龍仔延文禮士道33號，鄰近九龍城。
嘉諾撒聖家書院的學生統稱為「Holy Familians」。
在2021-2024年度，有多位畢業生成功考入香港大學和香港中文大學的醫科或法律學系。
在2024年香港中學文憑考試（第一屆優化高中課程的畢業生），考獲符合大學學位最低收生要求（332A）的比率為94.6%。

## 校訓
- 同繫於愛（United in Love）

## 歷任校長
- Mrs. Ting（1988-1989）
- 陳心意修女（Sister Cynthia）（1989-2007）
- 葉王秋兒女士（Mrs Lucilla Yip）（2007-2016）
- 杜鄭明慧女士（Ms Cara Cheng）（2016-現在）

## 每年收生
- 嘉諾撒聖家書院位於九龍仔延文禮士道33號，並附設兩間附屬小學：嘉諾撒聖家學校及嘉諾撒聖家學校（九龍塘）。
- 不過，嘉諾撒會旗下的其他聯繫小學學生均有入學，例如天神嘉諾撒學校和嘉諾撒小學。
- 在自行分配階段，亦吸引到各區的小六學生申請，所有申請學生均獲得面試機會，取錄機會與附屬小學的學生相同。

## 學校設施
- 學校的面積為4,338平方英尺（403.0平方），教學設施包括24間標準課室，4間理科實驗室，以及多間特別室，例如圖書館、音樂室、視覺藝術室、資訊科技創新實驗室、電腦室、多媒體教學中心、地理室、家政室、縫紉室、跳舞室、多用途會議室等。
- 此外設有室外球場、雨天操場、小食部、大禮堂、小教堂、更衣室、停車場等等。
- 部份學生組織有設置個別的獨立室。
- 除一般學校設備外，全校課室、特別室及禮堂皆裝置分體式空調、投影機、電腦網絡及螢幕等設施。

## 班別架構
- 由2011年中一開始，每年共有四班，而中二至中五每級約有四班，視乎每年的收生情況有異。
- 中四至中六設有一班理科班、三班文、理、商混合科班。
- 所有班級設有「雙班主任制度」，即就是有兩位老師擔任班主任。

## 開設科目
中一宗教、中文、英文、普通話、中國歷史、數學、電腦、歷史、地理、綜合科學、公民經濟與社會、體育、音樂、視覺藝術、家政及縫紉、DLA
中二：
宗教、中文、英文、普通話、中國歷史、數學、電腦、歷史、地理、綜合科學、生活與社會、體育、音樂、視覺藝術、家政及縫紉。
中三：
宗教、中文、英文、中國歷史、數學、電腦、歷史、地理、物理、化學、生物、生活與社會、體育、音樂、視覺藝術、家政及縫紉、DLA、Reading（英國文學簡單版）。
高中（中四至中六）
中文、英文、數學、公民與社會發展為必修科，另加以下三科的自由配搭：中國歷史、中國文學、英國文學、經濟、企業、會計與財務概論、地理、歷史、視覺藝術、物理、化學、生物、音樂、倫理與宗教、體育和資訊及通訊科技、或數學全級前25名可加配M2。
（註：視覺藝術有選修科和OLE之別。高中：化學、生物為理科班，另有多一班生物和化學給文科生選修）

## 出版刊物
- 中文校報「曦」
- 英文校報 Carpe Diem
- 雙年刊
- 每到一定的時期，會將學生的優秀作品結集成小說，名為《寫意》。

## 學生組織
- 天主教同學會 catholic society
- 學生會 Students' Association
- 舊生會 Holy Family Canossian College Alumnae Association
- 家長教師會 Parent-Teacher Association
- 紀律組 discipline team
- 輔導組 guidance team
- 資訊科技風紀 IT prefect
- 圖書館學會 library club
- 道德及公民教育組 moral and national team
- 中國舞學會 chinese dance
- 管弦樂隊 Orchestra
- 合唱團 choir
- 田徑學會 Athletics club
- 羽毛球學會 badminton club
- 藝術學會 art club
- 花式跳繩學會 rope skipping club
- 網球隊 tennis team
- 排球學會 volleyball club
- 籃球學會 basketball club
- 通識學會 LS Society
- 游泳隊 swimming team
- 紅十字會 red cross
- 攝影學會 photography club
- STEM學會 STEM club
- 自然學會 nature club
- 香港青年獎勵計劃 HKAYP

## 課外活動
- 為了鼓勵學生的個人發展，校方規定學生至少要參加一個學會，最多可以參加三個。
- 設有數十個學會及興趣小組，主要分為四大類：包括宗教小組、服務及紀律團體、興趣小組及學術小組，並由學生會負責統籌工作。不論體育、學術和藝術方面的課外活動，每年在公開校際比賽遠至國際比賽都屢獲獎項，體育類以游泳、田徑、羽毛球等最為傑出，學術和藝術方面則以校際朗誦節、校際音樂節、校際戲劇節各項藝術比賽最為活耀。
- 作為港隊成員的學生和畢業生並不罕見。

## 四社
每名學生於入學時，均會隨機地被編入其中一個學社，主要用於每年的游泳比賽和體育比賽作計分之用，也會應用於旅行分組中。
- 怡社（House of Joy，紅色）
- 協社（House of Harmony，黃色）
- 敦社（House of Peace，白色）
- 頌社（House of Praise，藍色）

## 校服
嘉諾撒聖家書院的冬季和夏季校服，與姊妹校嘉諾撒培德書院是同一款式，區別在於顏色和校徵。學校對校服和外表儀容的要求非常嚴格，除了風紀每天所進行的例行檢查以外，都會有突擊檢查校裙是否及膝、耳環是否合規格等等。 學生的髮型亦受到規管，過肩的長髮必須用黑色或粉紅色的髮圈束起，染髮化妝也是嚴禁的。

### 夏季校服
淺灰色百褶裙和闊領帶，配淺粉紅色的圓褶領襯衫，白色的短襪和黑色皮鞋。中一至中六可穿着校服灰色的毛冷外套。

### 冬季校服
深灰色的背心絨布連身百褶裙（連腰帶），配深粉紅色的企領恤衫、印着校徽的灰色領帶，粉紅色邊的灰色長襪和黑色皮鞋。可穿着校褸、運動風樓、灰色的毛冷外套（中一至中六級須穿着校服灰色的毛冷外套、圍巾）、手套等禦寒衣物。

### 運動服
所屬的學社代表色的運動衣（紅/白/黃/藍）配深灰色印有校名及粉紅色邊的運動褲及運動風樓。

## 姊妹學校
- 嘉諾撒聖家學校
- 嘉諾撒聖家學校（九龍塘）
- 嘉諾撒聖心書院
- 嘉諾撒聖瑪利書院
- 嘉諾撒聖方濟各書院
- 嘉諾撒培德書院
- 嘉諾撒書院

## 著名/傑出校友
- 楊千嬅：香港女藝人 (1991年中五)
- 陳雅倫：香港藝人 (1985年中五)
- 戴夢夢：香港藝人
- 陳凱欣：前無綫新聞主播、前香港立法會議員、前食物及衛生局政治助理 (1995年中五)
- 何文雯：香港無綫新聞記者
- 李小薇：香港電台電視部主持
- 潘凱盈：香港著名女魔術師
- 方安妮：前西九龍衝鋒隊警司，現職地監局
- 梁慧恩：匯能集團總監
- 張依勵：香港紅十字會臨床心理學家
- 夏竹欣：香港演員
- 袁樂宜：香港女子七人欖球代表隊隊員
- 杜穎珊：TVB 節目《#後生仔傾吓偈》中的 KOL (2014年中六)
- 莫宛螢：香港武術代表隊成員
- 盧頌恩：香港藝人
- 周庭：香港民主派人士
- 陳穎欣：香港舞台劇演員
- 黃綺琳：香港編劇及填詞人
- 曾嘉莉：歌手，曾參與主唱凌東成填詞作品
- 林依諾：香港乒乓球運動員

## 外部連結
- 嘉諾撒聖家書院（页面存档备份，存于）
- HFCC eClass Intergrated Platform（页面存档备份，存于）